# 1604 Tombaugh
Tombaugh (asteroide 1604) é um asteroide da cintura principal com um diâmetro de 32,33 quilómetros, a 2,7346776 UA. Possui uma excentricidade de 0,0959097 e um período orbital de 1 921,46 dias (5,26 anos).
Tombaugh tem uma velocidade orbital média de 17,12559203 km/s e uma inclinação de 9,37998º.
Foi descoberto a 24 de Março de 1931, pelo astrónomo americano Carl Otto Lampland no Observatório de Lowell. O seu nome é uma homenagem ao descobridor de Plutão, Clyde Tombaugh.